# Plectranthus cuneatus
Plectranthus cuneatus là một loài thực vật có hoa trong họ Hoa môi. Loài này được (Baker f.) Ryding miêu tả khoa học đầu tiên năm 1999.